# Biblioteka Aleksandrina
Biblioteka Aleksandrina (Biblioteka Aleksandrija; arap. مكتبة الإسكندرية Maktabat El-Iskandarīyah) glavna je biblioteka i kulturni centar lociran na obali Mediteranskog mora u egipatskom gradu Aleksandrija. Ona je istovremeno komemoracija Aleksandrijske biblioteke koja je izgubljena u antičkim vremenima, i pokušaj da ponovo revocira deo sjaja koji raniji centar učenja i erudicije predstavljao.
Ideja o oživljavanju stare biblioteke datira iz 1974. godine kada je komisija koju je osnovao Aleksandrijski univerzitet odabrala zemljište za svoju novu biblioteku. Radovi na izgradnji počeli su 1995. godine, a nakon što je potrošeno oko 220 miliona američkih dolara, kompleks je zvanično otvoren 16. oktobra 2002. Biblioteka je 2009. dobila donaciju od 500.000 knjiga od Nacionalne biblioteke francuske (BnF). Ovaj poklon čini Biblioteku Alekandrinu šestom po veličini frankofonskom bibliotekom na svetu.
Biblioteka ima prostor na policama za osam miliona knjiga, a glavna čitaonica pokriva 20.000 kvadratnih metara (220.000 kvadratnih stopa). U kompleksu se nalazi i konferencijski centar; specijalizovane biblioteke za karte, multimedijska sekcija, deo za slepe i slabovide, mlade i decu; četiri muzeja; četiri umetničke galerije za privremene izložbe; 15 stalnih izložbi; planetarijum; i laboratorija za restauraciju rukopisa.

## Istorija
Ideja o oživljavanju stare biblioteke datira još iz 1974. godine, kada je odbor koji je osnovao Univerzitet u Aleksandriji izabrao zemljište za svoju novu biblioteku, između kampusa i obale mora, u blizini mesta gde je nekada stajala drevna biblioteka. Rekreaciju drevne biblioteke ne samo da su prihvatili drugi pojedinci i agencije, već su joj pružili podršku egipatski političari. Jedan od vodećih pristalica projekta bio je bivši egipatski predsednik Hosni Mubarak; UNESCO je takođe brzo prihvatio koncept davanja mediteranskom regionu centra kulturne i naučne izvrsnosti. Konkurs za arhitektonski dizajn organizovao je UNESCO 1988. godine kako bi se odabrao dizajn dostojan lokacije i njegove baštine. Na konkursu je pobedila norveška arhitektonska firma Sneheta, među više od 1.400 prijava. Prva obećanja data su za finansiranje projekta na konferenciji održanoj 1990. godine u Asuanu: $65 miliona USD, uglavnom iz država MENA. Građevinski radovi započeli su 1995. i nakon što je utrošeno oko 220 miliona američkih dolara, kompleks je zvanično otvoren 16. oktobra 2002.
Biblioteka Aleksandrina je trojezična, sadrži knjige na klasičnom arapskom, engleskom i francuskom jeziku. Godine 2010. biblioteka je dobila donaciju u iznosu od 500.000 knjiga od Nacionalne biblioteke Francuske (Bibliothèque nationale de France, BnF). Poklon čini biblioteku Aleksandrina šestom najvećom frankofonskom bibliotekom na svetu. Ova biblioteka je sada i najveće skladište francuskih knjiga na Bliskom Istoku i Severnoj Africi, nadmašivši one iz Tunisa, Alžira i Maroka, pored toga što je glavna francuska biblioteka u Africi.

## Osobine građevine i biblioteke
Dimenzije projekta su ogromne: biblioteka ima police za osam miliona knjiga, sa glavnom čitaonicom koja pokriva 20.000 m2 (220.000 sq ft) na jedanaest kaskadnih nivoa. U kompleksu se nalazi konvencioni centar; specijalizovane biblioteke za mape, multimedije, slepe i slabovidne, mlade osobe i za decu; četiri muzeja; četiri umetničke galerije za privremene izložbe; 15 stalnih izložbi; planetarijum; i laboratorija za restauraciju rukopisa.
Arhitektura biblioteke podjednako je upečatljiva.
Glavna čitaonica nalazi se ispod krova sa staklenim panelima visokim 32 metra, nagnutom prema moru poput sunčanog časovnika i promera oko 160 m u prečniku.
Zidovi su od sivog asuanskog granita, uklesani natpisima na 120 različita ljudska pisama.
Zbirke u biblioteci Aleksandrina donirane su iz svih krajeva sveta. Španci su donirali dokumente koji su detaljno opisuju njihov period vladavine Mavra. Francuzi su takođe darovali, poklanjajući bibliotečke dokumente koja se odnose na izgradnju Sueskog kanala.

## Literatura
- Watson, Bruce (april 2002). „Rising Sun”. Smithsonian Magazine. Архивирано из оригинала 19. 04. 2013. г. Приступљено 24. 2. 2009.
- Ali, Amro (16 October 2012) "Power, Rebirth and Scandal: A Decade of the Bibliotheca Alexandrina". Jadaliyya.
- Berti, Monica; Costa, Virgilio (2010). La Biblioteca di Alessandria: storia di un paradiso perduto. Tivoli (Roma): Edizioni TORED. ISBN 978-88-88617-34-3.
- El-Abbadi, Mostafa (1992). Life and Fate of the Ancient Library of Alexandria (2nd изд.). Paris: UNESCO. ISBN 978-92-3-102632-4.
- Jochum, Uwe. "The Alexandrian Library and Its Aftermath" from Library History vol, pp. 5–12.
- Orosius, Paulus (trans. Roy J. Deferrari) (1964). The Seven Books of History Against the Pagans. Washington, D.C.: Catholic University of America. (No ISBN).
- Olesen-Bagneux, O. B. (2014). The Memory Library: How the library in Hellenistic Alexandria worked. Knowledge Organization, 41(1), 3-13.
- Parsons, Edward. The Alexandrian Library. London, 1952. Relevant online excerpt.
- Stille, Alexander: The Future of the Past (chapter: "The Return of the Vanished Library"). New York: Farrar, Straus and Giroux, 2002. pp. 246–273.
- Barnes, Robert (2000), „3. Cloistered Bookworms in the Chicken-Coop of the Muses: The Ancient Library of Alexandria”,  Ур.: MacLeod, Roy, The Library of Alexandria: Centre of Learning in the Ancient World, New York City, New York and London, England: I.B.Tauris Publishers, стр. 61—78, ISBN 978-1-85043-594-5
- Booth, Charlotte (2017), Hypatia: Mathematician, Philosopher, Myth, London, England: Fonthill Media, ISBN 978-1-78155-546-0
- Cameron, Alan; Long, Jacqueline; Sherry, Lee (1993), Barbarians and Politics at the Court of Arcadius, Berkeley and Los Angeles, California: University of California Press, ISBN 978-0-520-06550-5
- Casson, Lionel (2001), Libraries in the Ancient World, New Haven, Connecticut: Yale University Press, ISBN 978-0-300-09721-4
- Dickey, Eleanor (2007), Ancient Greek Scholarship: A Guide to Finding, Reading, and Understanding Scholia, Commentaries, Lexica, and Grammatical Treatises from Their Beginnings to the Byzantine Period, Oxford, England: Oxford University Press, ISBN 978-0-19-531293-5
- Fox, Robert Lane (1986), „14: Hellenistic Culture and Literature”,  Ур.: Boardman, John; Griffin, Jasper; Murray, Oswyn, The Oxford History of the Classical World, Oxford, England: Oxford University Press, стр. 338–364, ISBN 978-0198721123
- Garland, Robert (2008), Ancient Greece: Everyday Life in the Birthplace of Western Civilization, New York City, New York: Sterling, ISBN 978-1-4549-0908-8
- Gibbon, Edward (1776—1789). The History of the Decline and Fall of the Roman Empire.
- Haughton, Brian (1. 2. 2011), „What happened to the Great Library at Alexandria?”, World History Encyclopedia
- Lyons, Martyn (2011). Books: A Living History. Los Angeles, CA: Getty Publications. ISBN 978-1-60606-083-4.
- MacLeod, Roy (2000), „Introduction: Alexandria in History and Myth”,  Ур.: MacLeod, Roy, The Library of Alexandria: Centre of Learning in the Ancient World, New York City, New York and London, England: I.B.Tauris Publishers, стр. 1—18, ISBN 978-1-85043-594-5
- Meyboom, P. G. P. (1995), The Nile Mosaic of Palestrina: Early Evidence of Egyptian Religion in Italy, Religions in the Graeco-Roman World, Leiden, The Netherlands: E. J. Brill, стр. 373, ISBN 978-90-04-10137-1
- McKeown, J. C. (2013), A Cabinet of Greek Curiosities: Strange Tales and Surprising Facts from the Cradle of Western Civilization, Oxford, England: Oxford University Press, ISBN 978-0-19-998210-3
- Montana, Fausto (2015), „Hellenistic Scholarship”,  Ур.: Montanari, Franco; Matthaios, Stephanos; Rengakos, Antonios, Brill's Companion to Ancient Greek Scholarship, 1, Leiden, The Netherlands and Boston, Massachusetts: Koninklijke Brill, стр. 60—183, ISBN 978-90-04-28192-9
- Nelles, Paul (2010), „Libraries”,  Ур.: Grafton, Anthony; Most, Glenn W.; Settis, Salvatore, The Classical Tradition, Cambridge, Massachusetts and London, England: The Belknap Press of Harvard University Press, стр. 532—536, ISBN 978-0-674-03572-0
- Novak, Ralph Martin Jr. (2010), Christianity and the Roman Empire: Background Texts, Harrisburg, Pennsylvania: Bloomsbury Publishing, стр. 239—240, ISBN 978-1-56338-347-2
- Oakes, Elizabeth H. (2007), „Hypatia”, Encyclopedia of World Scientists, New York City, New York: Infobase Publishing, стр. 364, ISBN 978-1-4381-1882-6
- Phillips, Heather (2010). „The Great Library of Alexandria?”. Library Philosophy and Practice. University of Nebraska–Lincoln. Архивирано из оригинала 18. 4. 2012. г. Приступљено 26. 7. 2012.
- Staikos, Konstantinos Sp. (2000), The Great Libraries: From Antiquity to the Renaissance, New Castle, Delaware and London, England: Oak Knoll Press & The British Library, ISBN 978-1-58456-018-0
- Theodore, Jonathan (2016), The Modern Cultural Myth of the Decline and Fall of the Roman Empire, Manchester, England: Palgrave, Macmillan, ISBN 978-1-137-56997-4
- Tocatlian, Jacques (септембар 1991), „Bibliotheca Alexandrina – Reviving a legacy of the past for a brighter common future”, International Library Review, Amsterdam, The Netherlands: Elsevier, 23 (3): 255—269, doi:10.1016/0020-7837(91)90034-W
- Tracy, Stephen V (2000), „Demetrius of Phalerum: Who was He and Who was He Not?”,  Ур.: Fortenbaugh, William W.; Schütrumpf, Eckhart, Demetrius of Phalerum: Text, Translation and Discussion, Rutgers University Studies in Classical Humanities, IX, New Brunswick, New Jersey and London, England: Transaction Publishers, ISBN 978-1-3513-2690-2
- Trumble, Kelly; MacIntyre Marshall, Robina (2003). The Library of Alexandria. Houghton Mifflin Harcourt. ISBN 978-0-395-75832-8.
- Watts, Edward J. (2008) [2006], City and School in Late Antique Athens and Alexandria, Berkeley and Los Angeles, California: University of California Press, ISBN 978-05-2025-816-7
- Watts, Edward J. (2017), Hypatia: The Life and Legend of an Ancient Philosopher, Oxford, England: Oxford University Press, ISBN 978-0-1906-5914-1
- Wiegand, Wayne A.; Davis, Donald G. Jr. (2015), Encyclopedia of Library History, New York dan London: Routledge, ISBN 9781135787578
- Canfora, Luciano (1990). The Vanished Library. University of California Press. ISBN 978-0-520-07255-8.

## Spoljašnje veze
- Zvanični veb-sajt